# Markivți, Krasîliv
Markivți (în ucraineană Марківці) este un sat în comuna Kotiurjînți din raionul Krasîliv, regiunea Hmelnîțkîi, Ucraina.

## Demografie
Componența lingvistică a localității Markivți
     Ucraineană (95,24%)
     Română (1,9%)
     Rusă (1,27%)
Conform recensământului din 2001, majoritatea populației localității Markivți era vorbitoare de ucraineană (95,24%), existând în minoritate și vorbitori de română (1,9%), găgăuză (1,59%) și rusă (1,27%).